# Kazi Salahuddin
Kazi Salahuddin (en Bengali : কাজী সালাউদ্দিন) (né le 23 septembre 1953) est un personnage important du football du Bangladesh.

## Biographie
Il est le premier footballeur bengali à joueur dans le championnat de Hong Kong. Il est convoqué avec la sélection pakistanaise mais du fait de la guerre d'indépendance du Bangladesh, il ne dispute pas de matchs. 
Il est sélectionneur à trois reprises du Bangladesh et il est actuellement le président de la Fédération du Bangladesh de football et de la SAFF. Il a également une carrière de joueur de cricket dans le pays. 
Il participe à la Coupe d'Asie des nations 1980, la seule apparition du pays à une compétition internationale (éliminé au premier tour, inscrivant un des deux seuls buts de la sélection).

## But en sélection
| But de Kazi Salahuddin en sélection | But de Kazi Salahuddin en sélection | But de Kazi Salahuddin en sélection | But de Kazi Salahuddin en sélection | But de Kazi Salahuddin en sélection | But de Kazi Salahuddin en sélection                  | But de Kazi Salahuddin en sélection |
| ----------------------------------- | ----------------------------------- | ----------------------------------- | ----------------------------------- | ----------------------------------- | ---------------------------------------------------- | ----------------------------------- |
| -                                   | Date                                | Lieu                                | Adversaire                          | Résultat                            | Compétition                                          |                                     |
| 1                                   | 16 septembre 1980                   | Koweït (ville) (Koweït)             | Corée du Nord                       | 2-3                                 | Coupe d'Asie des nations de football 1980 (1er tour) |                                     |